# Wenhaston with Mells Hamlet
Wenhaston with Mells Hamlet is een civil parish in het bestuurlijke gebied East Suffolk, in het Engelse graafschap Suffolk. In 2001 telde het dorp 818 inwoners.